# ۶۴۹ (پیش از میلاد)
۶۴۹ (پیش از میلاد) ۶۴۹مین سال قبل از تقویم میلادی است.